# 아이치현 제15구
아이치현 제15구(愛知県 第15区)는 일본의 중의원 선거구이다. 1994년 공직선거법이 개정되면서 신설되었다.

## 지역
- 도요하시시
- 다하라시